# Zappa confluentus
Zappa confluentus là một loài cá đặc hữu của New Guinea, nơi chỉ có thể tìm thấy chúng ở vùng hạ lưu sông Fly, Ramu và Bintuni. Chúng sinh sống trên các bãi bồi tiếp giáp với những con sông đục. Loài này có thể đạt chiều dài 4,4 xentimét (1,7 in) SL.

## Từ nguyên
Cái tên chi Zappa được đặt theo tên của nhạc sĩ Frank Zappa "vì sự bảo vệ rõ ràng và khôn ngoan của ông đối với Tu chính án thứ nhất của Hiến pháp Hoa Kỳ ". 